# جيمس فيسك (سياسي)
جيمس فيسك هو قاضي ومحامي وسياسي أمريكي، ولد في 4 أكتوبر 1763 في Greenwich, Massachusetts ‏ في الولايات المتحدة، وتوفي في 17 نوفمبر 1844 في Swanton (town), Vermont ‏ في الولايات المتحدة. نشط حزبياً في الحزب الجمهوري الديمقراطي.

## مناصب
- انتخب عضو مجلس الشيوخ الأمريكي [الإنجليزية]‏ عن دائرة Vermont Class 3 senate seat ‏ وقد انضم خلال فترته النيابية [الإنجليزية]‏ (4 نوفمبر 1817 – 8 يناير 1818) للكتلة البرلمانية الحزب الجمهوري الديمقراطي.
- انتخب عضو مجلس نواب فيرمونت ‏.
- انتخب عضو مجلس النواب الأمريكي.
- انتخب عضو مجلس الشيوخ الأمريكي [الإنجليزية]‏.